# バラカ (マムルーク朝)
アッ＝サイード・バラカ（アラビア語：الملك السعيد ناصر الدين محمّد بركة خان بن الملك الظاهر بيبرس　転写：al-Malik as-Sa‘īd Nāṣir ad-Dīn Muḥammad Baraka Khān b. al-Malik aẓ-Ẓāhir Baybars, ? - 1280年4月）は、マムルーク朝（バフリー・マムルーク朝）のスルターン（在位：1277年 - 1279年）。略してサイード・バラカ・ハーン（ الملك السعيد بركة خان al-Malik as-Sa‘īd Baraka Khān）とも呼ばれる。
第5代スルターン・アッ＝ザーヒル・バイバルスの子。母は将軍ベルケ（バラカ）・ハーンの娘。ベルケ・ハーンは、中央アジアのホラズム地方出身者から構成される軍であるフワーリズミーヤの長を務めていた。

## 生涯
バイバルスは存命中に息子のバラカをスルターン位の継承者とすることを考えており、1262年に配下の将軍たちにバラカへの忠誠を誓わせた。1268年にバラカは継承者に立てられ、遠征に発ったバイバルスがエジプトを留守にしている間は、エジプトでの王権はバラカが預かっていた。バイバルスは配下たちの忠誠が形だけのものであることを知っており、1275年にバラカと配下第一の有力者であるカラーウーンの娘の婚約を成立させる。なおかつ、バイバルスは死期が近づいたとき、バラカに「自分を軽んじる将軍がいれば、真偽を確かめた後に直ちに処刑しなさい。誰にも相談してはならない」と遺言した。
1277年、バイバルスが没した後にバラカは18歳でスルターンに即位する。
即位後に取り巻きを集めて、父の時代の重臣を冷遇したために彼らの不満が高まる。バラカの取り巻きたちは重臣たちを陥れようと計り、取り巻きたちの影響力を危ぶんだ重臣たちはバラカを廃位した。
廃位後、バラカ自身の希望により、カラクの太守とされた。1280年4月にバラカは任地のカラクで没した。